# Японистика
Японистиката е научна дисциплина, която се занимава с изучаването на Япония – историята, езика и литературата, бита и културата, икономиката и обществото на японския народ.
Много от съвременните български, а и световни университети или други висши училища предлагат японистиката като специалност с цел да подпомогнат отношенията с Япония – дипломатически, икономически и културни.

## България
Специалността „Японистика“ е разкрита в Софийския университет през 1990 г. Преди това като редовни преподаватели по японски език в Софийския университет работят Силвия Попова, Людмила Холодович и Цветана Кръстева.
Разкриването на специалността става възможно благодарение на тяхната дейност, те поемат и основните курсове след обособяването на специалност „Японистика“. За някои от курсовите като хонорувани преподаватели са привлечени Братислав Иванов, Нели Панайотова и Дора Барова. По-късно като редовни преподаватели са назначени Светлана Иванова и Нако Стефанов, а след тях – Бойка Цигова.